# Persoonia tropica
Persoonia tropica (лат.) — кустарник или небольшое дерево, вид рода Персоония (Persoonia) семейства Протейные (Proteaceae), эндемик северного Квинсленда в Австралии. Прямостоячий кустарник с опушёнными ветвями в молодом возрасте, узкими эллиптическими или копьевидными листьями и жёлтыми цветками.

## Ботаническое описание
Persoonia tropica — прямостоячий кустарник или дерево, которое обычно вырастает до высоты 2-3,5 м с гладкой серой корой и молодыми ветвями, покрытыми сероватыми или коричневатыми волосками. Листья от узких эллиптических до копьевидных с более узким концом к основанию, 45-110 мм в длину, 7-21 мм в ширину и сначала опушённые, но становящиеся более или менее гладкие с возрастом. Цветки расположены группами от трех до десяти вдоль цветоносного побега длиной 3-10 мм, который продолжает расти после цветения, каждый цветок на волосистой ножке длиной 0,5-2 мм с листом или чешуйкой у основания. Листочки околоцветника жёлтые, длиной 9-11 мм и редко опушены. Цветёт в течение всего года, но чаще весной. Плоды представляют собой костянку от зелёного до бледно-жёлтого цвета 9-11 мм в длину и 5,5-6 мм в длину.

## Таксономия
Впервые вид был официально описан австралийскими ботаниками Питером Уэстоном и Лоренсом Джонсоном из Национального гербария Нового Южного Уэльса в 1994 году в журнале Telopea по образцам, собранным в 1991 году возле плотины Кумбулумба.

## Распространение и местообитание
Растёт в лесу на высоте от 700 до 1200 м на хребте Хербертон, недалеко от Рейвенсхо и бассейна верхнего течения реки Талли на севере Квинсленда.

## Охранный статус
Эта персоония классифицируется как «вызывающая наименьшие опасения» в соответствии с Законом правительства штата Квинсленд об охране природы 1992 года.